# Густав Штреземан
Густав Штреземан (Берлин, 10. мај 1878 — Берлин, 3. октобар 1929) је био немачки државник и најзначајнија личност Вајмарске Немачке. Заслужан је за стабилизацију Немачке у међуратном периоду и враћање поверења међународне заједнице у њу.

## Биографија
Рођен је у Берлину, а образовао се на универзитетима у Берлину и Лајпцигу. Године 1907. постао је најмлађи посланик парламента. Током Првог светског рата подржавао је немачку империјалну политику. После пораза, Штреземан је усвојио републиканске форме владавине, али се жестоко противио одредбама Версајског уговора. Као лидер Народњачке партије - Volkspartei (чији је био и оснивач) Штреземан је постао канцелар коалиционог кабинета (1923), кратко након француске и белгијске окупације Рура. У неколико следећих кабинета био је министар спољних послова (1923—1929) и преоријентисао је немачку спољну политику путем помирења са Савезницима. Евакуисао је Рур 1924. године, потписао Локарно пакт 1925. (којим је потврђена непромењивост граница између Немачке, Француске и Белгије) и установио Рајнску област као неутралну територију. Наредних година вршио је притисак на савезнике да евакуишу прву зону Рајнске области и радио на укључењу Немачке у Лигу народа. За свој рад, заједно са француским колегом Аристидом Бријаном, добио је 1926. године Нобелову награду за мир. Штреземан је био потписник Бријан-Келоговок пакта (1928), којим је рат стављен ван закона, и управо је прихватио Јангов план када га је смрт задесила у Берлину, 1929. године.